# Tour de la Paix
La tour de la Paix est une tour horloge et un clocher bâti sur l'axe central de la façade de l'édifice du Centre, à Ottawa, en Ontario. L'édifice actuel remplace la tour Victoria, haute de 55 mètres, détruite lors de l'incendie de 1916, qui avait ravagé la majeure partie du parlement. Devenue un symbole du Canada, la tour apparaît sur l'envers des billets de cinquante dollars canadiens ainsi que sur les billets de vingt dollars.

## Caractéristiques
Conçue par Jean-Omer Marchand et John A. Pearson, la tour est un campanile d'une hauteur de 92,2 m (302 pi 6 po), décoré en façade d'une multitude de sculptures en pierre, dont 370 gargouilles, des grotesques et frises, dans un style gothique caractéristique du reste du complexe parlementaire. Les murs sont en grès de Nepean, et le toit est en béton armé recouvert de cuivre.

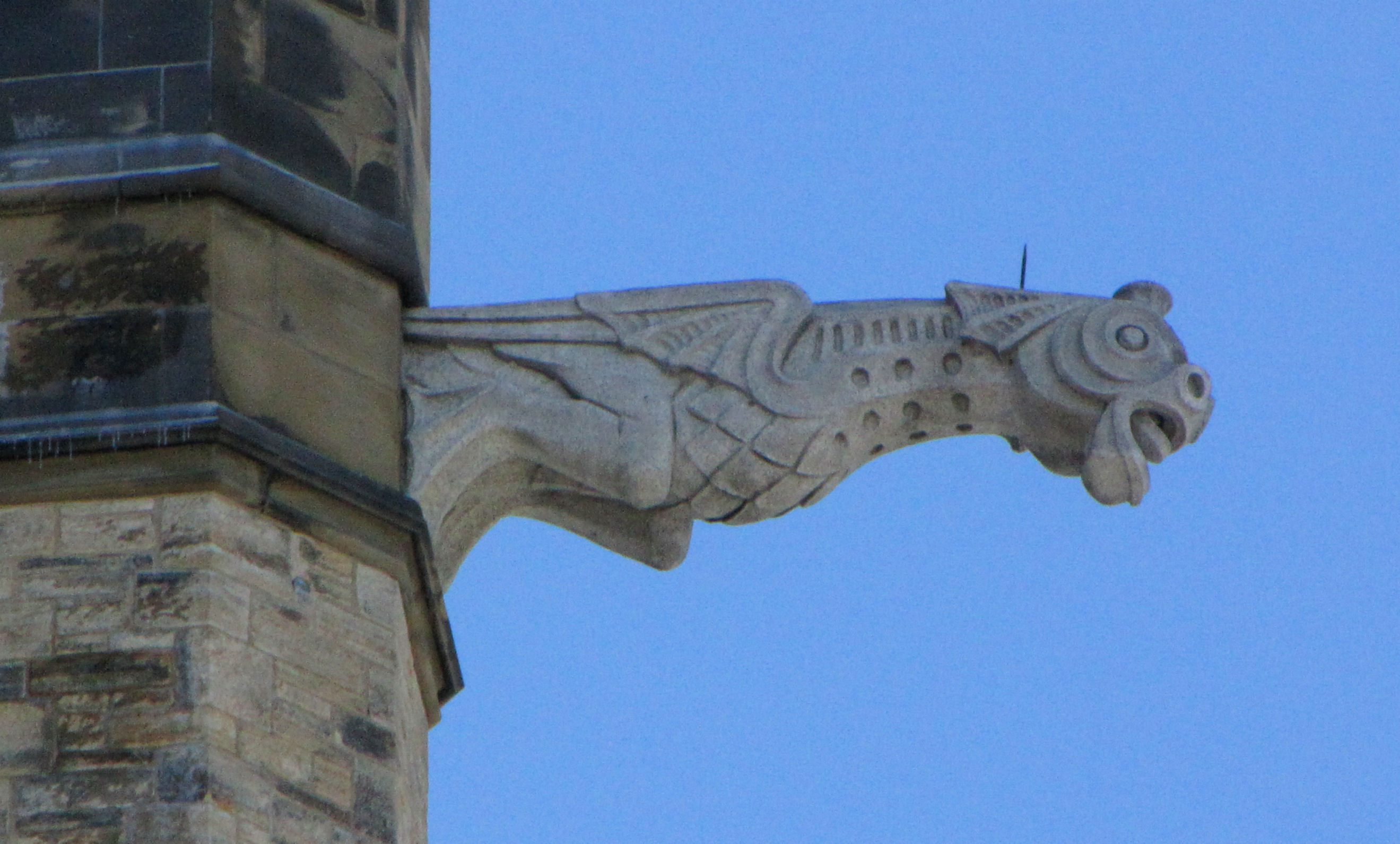
L'une des 4 gargouilles de chaque coin de la tour de la Paix.

Une porte cochère est située à sa base, caractérisée par des arches à quatre coins équilatéraux, l'arche du côté nord conduit à l'entrée principale de l'édifice du Centre, et les montants du Sud sont ornés par les supports des armoiries du Canada. Près du sommet, juste sous le toit à forte pente, sont situées les horloges de la tour d'un diamètre de 4,8 m (16 pi), une sur chacune des quatre façades. Les fonctionnements mécaniques de l'horloge ont été fabriqués par la Société Verdin, et fixés par le Conseil national de recherches signal horaire. À un niveau plus bas se situe la plateforme d'observation tout au long de la circonférence de la tour. Cette plateforme a été l'endroit le plus élevé accessible à Ottawa. Jusqu'au début des années 1970, la tour de la Paix dominait l'horizon visuel de la ville d'Ottawa.

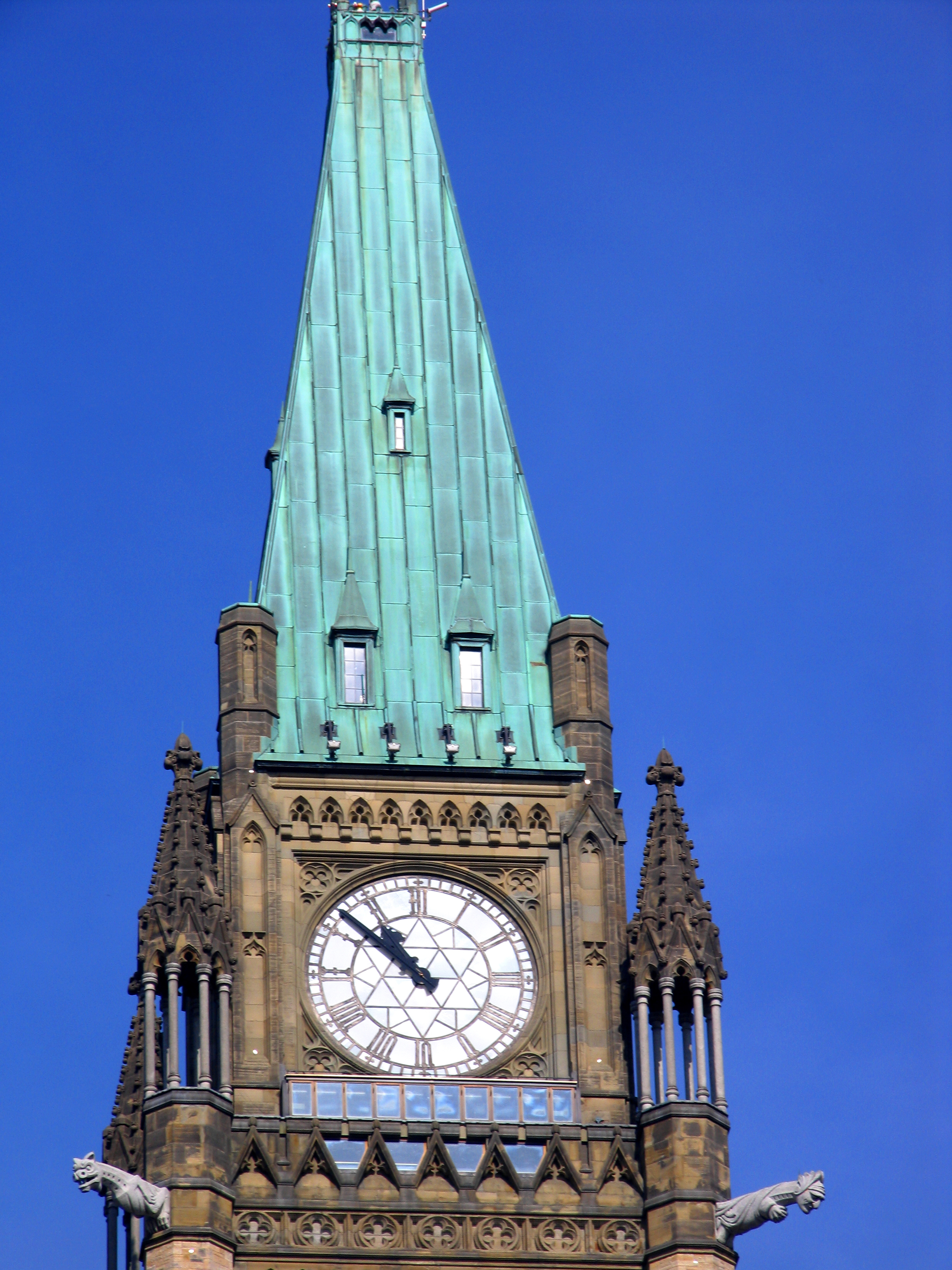
L'horloge côté sud et la fenêtre de la plateforme d'observation plus bas.

Un règlement municipal restreignant à 45,7 m (150 pieds), la limite de hauteur des autres bâtiments. Cette limite, a toutefois été annulée plus tard, ce qui destitua la tour de la Paix de son titre de la plus haute structure de la ville. Les gargouilles d'une longueur de 250 cm (8 pied 4 pouces) sont situées en porte-à-faux à chacun des quatre coins de la tour au niveau de la plateforme d'observation, elles sont fabriquées en granit gris provenant de Beebe Plain au Québec dans la région de Stanstead.
Le mât et le drapeau de la tour ont une signification symbolique et représentent la nation. En tant que tel, un protocole strict restreint l'affichage de bannières sur la tour de la Paix, telles que la mise en berne pour un deuil national, ou la mise en place du drapeau du souverain, ou d'un des membres de la famille royale, ou encore celui du gouverneur général, lorsqu'une de ces personnes sont présentes sur la Colline du Parlement.

### Chapelle du Souvenir
La tour de la Paix a été construite non seulement afin de se définir en tant qu'un élément architectural et historique, mais aussi en tant qu'un mémorial. Elle abrite ainsi la chapelle du Souvenir, dominée par une voûte de 7,3 m par 7,3 m (24 pi par 24 pi) située directement au-dessus de la porte cochère, avec des vitraux et diverses autres caractéristiques, illustrant les registres de guerre, tels que des plaques de cuivre fabriqués à partir de douilles trouvées sur les champs de bataille qui ont été incrustées dans le sol, et qui portent le nom de chacune des batailles majeures du Canada lors de la Première Guerre mondiale.
Les murs de pierre devaient à l'origine servir à l'inscription du nom des femmes et des hommes, militaires canadiens qui sont morts lors de la Première Guerre mondiale, cependant, par manque d'espace pour y inscrire les 66 000 noms, il a ensuite été décidé d'y placer les Livres du Souvenir en lieu et place ; ces livres contiennent la liste de tous les soldats, aviateurs et marins canadiens qui sont morts au service de la Couronne — qu'il s'agisse de la Grande-Bretagne (avant 1931) ou celui du Canada (après 1931) — ou de pays alliés dans des guerres étrangères, y compris l'expédition du Nil, de la guerre des Boers, la Première Guerre mondiale, la Seconde Guerre mondiale et la guerre de Corée. La présentation a été modifiée par la suite pour représenter une vision plus large du conflit armé au Canada, tant étrangers que nationaux, depuis la Confédération en 1867.

#### Sculpture
Divers éléments de sculpture dans la salle ont été fabriqués avec de la pierre extraite des champs de bataille de l'Europe : du Royaume-Uni nous parvient le calcaire Hoptonwood ; de la Belgique, le marbre noir, pour les plinthes murales et marches de l'autel, ainsi que le marbre de la région de Sainte-Anne, pour le groupe des colonnes qui soutiennent le plafond de voûte en éventail à chaque coin de la pièce, et de la France, la pierre de Château-Gaillard pour les murs et la voûte elle-même, ainsi que la pierre des champs de Flandre. Ces matériaux ont été travaillés en 700 éléments sculptés par différents artistes et sculpteurs, sous la direction de Ira Lake, qui voulait représenter non seulement l'histoire complète de la participation du Canada à la Première Guerre mondiale, mais aussi pour commémorer les unités militaires du passé depuis le régime du XVIIe siècle de la Nouvelle-France.

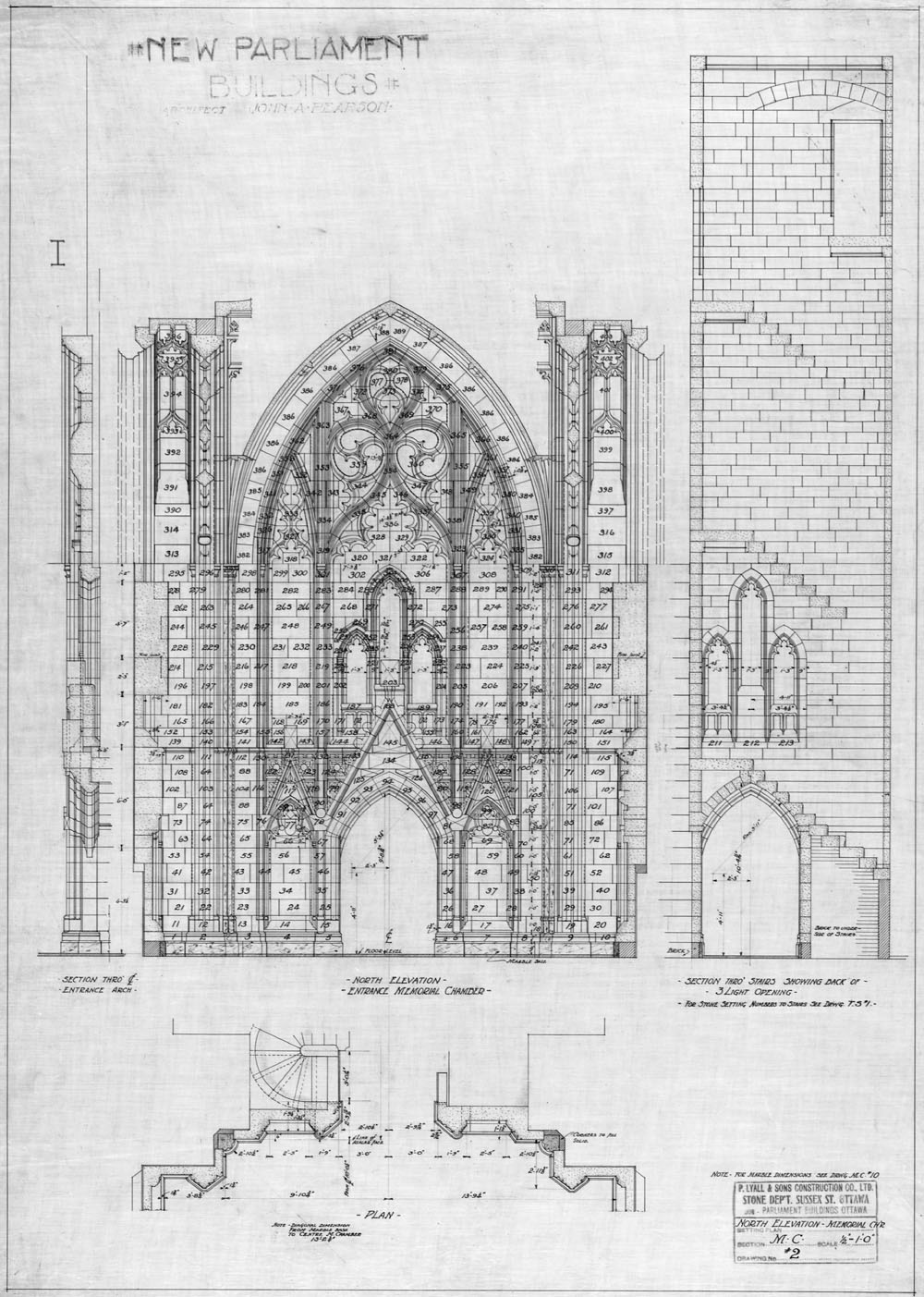
Un dessin de John Pearson's créé pour la partie centrale de la colline parlementaire, montrant une section de la chapelle du Souvenir ainsi que le mur côté nord.

Autour de la voûte d'entrée on peut observer l'Épée la de la Victoire, un bas-relief au-dessus de l'ouverture, et sur le côté gauche, deux lions de pierre, chacun portant un bouclier ; Dragon de la Destruction, sur le bouclier on peut voir le dragon et la date de 1914, tandis que, sur le côté droit, on voit la Colombe de la Paix, le bouclier représente une colombe perchée sur une couronne et la date de 1918,. Au haut de l'arche de l'antichambre on aperçoit l'œuvre sculptée Les Tunneliers Amis, une représentation d'animaux qui ont servi pendant la guerre : des rennes, des mulets, pigeons voyageurs, chevaux, chiens, canaris, et les souris, au haut de la sculpture, l'inscription Les Tunelliers. À nos amis, ces humbles bêtes qui nous ont servi et sont morts. Autour de l'archivolte à l'autre bout du couloir d'entrée sont sculptées des animaux et des insectes, tels que des scarabées, des araignées, des lézards, des papillons, des rats, des lièvres, des chauves-souris, oiseaux, grenouilles, et des abeilles ; John Pearson a déclaré qu'il s'agissait de représenter la flore et la faune du Canada. L'inscription dans cet arc est un extrait du poème de John C. Jones, Le Retour de l'Homme : « TOUT VA BIEN, CAR LÀ-BAS, PARMI SES FRÈRES D’ARMES, UN GUERRIER REPOSE EN PAIX ».
Les murs sont divisés en 17 niches, comportant chacune un arc aveugle polylobé, couronné d’un gable et d’un fleuron, et décoré avec des insignes différents et écussons, y compris ceux, sur le régiment de la milice 178 pré-1914, dans les panneaux quadrilobés percés : la cavalerie et des unités terrestre, hors infanterie, en couche d'arrière-plan : des régiments français et britanniques d'avant la Confédération et les forces coloniales ; sur les crochets gablet : bataillons renforcés ; sur les sommiers gable : insignes de toutes les divisions du corps d’armée canadien, sur la voûte et quadrilobe cuspides : des bataillons au combat, sur les tympans arc : médailles et décorations militaires des pays alliés ; sur le bouclier : des armoiries appropriées au contexte historique pertinent, et sur le panneau en bas-relief : des scènes historiques des Canadiens au cours de la Première Guerre mondiale. Les panneaux de marbre décrivaient à l'origine les différentes campagnes et batailles dans les théâtres de la première guerre. Ceux-ci ont toutefois, été remplacés en 1982 par des panneaux illustrant les engagements des Forces canadiennes lors l'invasion des Fenians, de la guerre de Corée, ainsi que des extraits de la Bible, des poèmes et d'autres documents.

#### Fenêtres
On a fait appel à John Pearson, un artiste verrier britannique pour la conception des fenêtres de la chapelle du Souvenir. Il s'installe chez Frank S.J. Hollister, celui qui en 1925 a fait la proposition et l'a présentée au ministère des Travaux publics pour l'approbation du gouverneur en conseil. Chacune des trois fenêtres de 7 mètres par 3,5 mètres est divisée en quatre
quadrants verticaux par des meneaux de pierre, et contient des figurines allégoriques parmi des symboles héraldiques, les armoiries royales du Canada y sont représentées, et les armoiries de chacune des provinces, ainsi que celle du Royaume-Uni.
L'appel aux Armes
Cette fenêtre affiche quatre allégories : la victoire, une femme tenant une couronne et entourée par une branche de laurier et un casque sur un bouclier ; le travail, un personnage masculin parmi des objets tels une pelle, un rouet, et un astrolabe, la devise Fortitudo Industria et Pax (Force Industrie et Paix) : le progrès, un homme tenant un livre et une plume, entouré d'une couronne céleste, balances, sablier, situé dans une cuisine ; et la science, un homme tenant un microscope, une fiole, parmi des symboles tels un globe, une torche, et tout au bas un ruban où il est inscrit « métallurgie, la minéralogie et la chimie ». Ces quatre figures sont disposées au-dessus de quatre panneaux inférieurs, la projection des trois premières inscriptions : MAIS GRÂCES SOIENT RENDUES À DIEU QUI NOUS DONNE LA VICTOIRE, tiré du chapitre 1 aux Corinthiens versets 15:57, NOTRE FOI RAYONNE JUSQUE DANS LA MORT, SOYEZ DES HOMMES, FORTIFIEZ-VOUS, du chapitre 1 aux Corinthiens versets 16:13. Également à cette section une foule, portant boucliers et lances, qui représente le peuple canadien réuni, en réponse à l'appel de l'homme figurant dans le deuxième groupe, qui tient une épée et une trompette, appelant « aux armes » ; à son côté un enfant tenant des fleurs, ce qui représente la foi et le courage. Cette section présente également les mots TU ME CEINS DE FORCE POUR LE COMBAT, tiré du Psaume 18:39. Le troisième panneau représente une femme soutenant une tige enlacée de serpents ailés, le bâton d'Asclépios, qui caractérise les infirmières de bataille, et au-dessous d'elle la phrase LE VALEUREUX QUI NE CONNAÎT PAS L’INFÂME DÉFAITE BRILLE EN TOUTE GLOIRE, prises des Odes d'Horace. La quatrième travée affiche un groupe d'hommes et de chevaux qui se rassemblent dans les fermes, les bureaux et les usines, tandis qu'une flotte de navires au repos dans une baie attend les hommes pour les amener à la guerre.
L'Assemblée du Souvenir

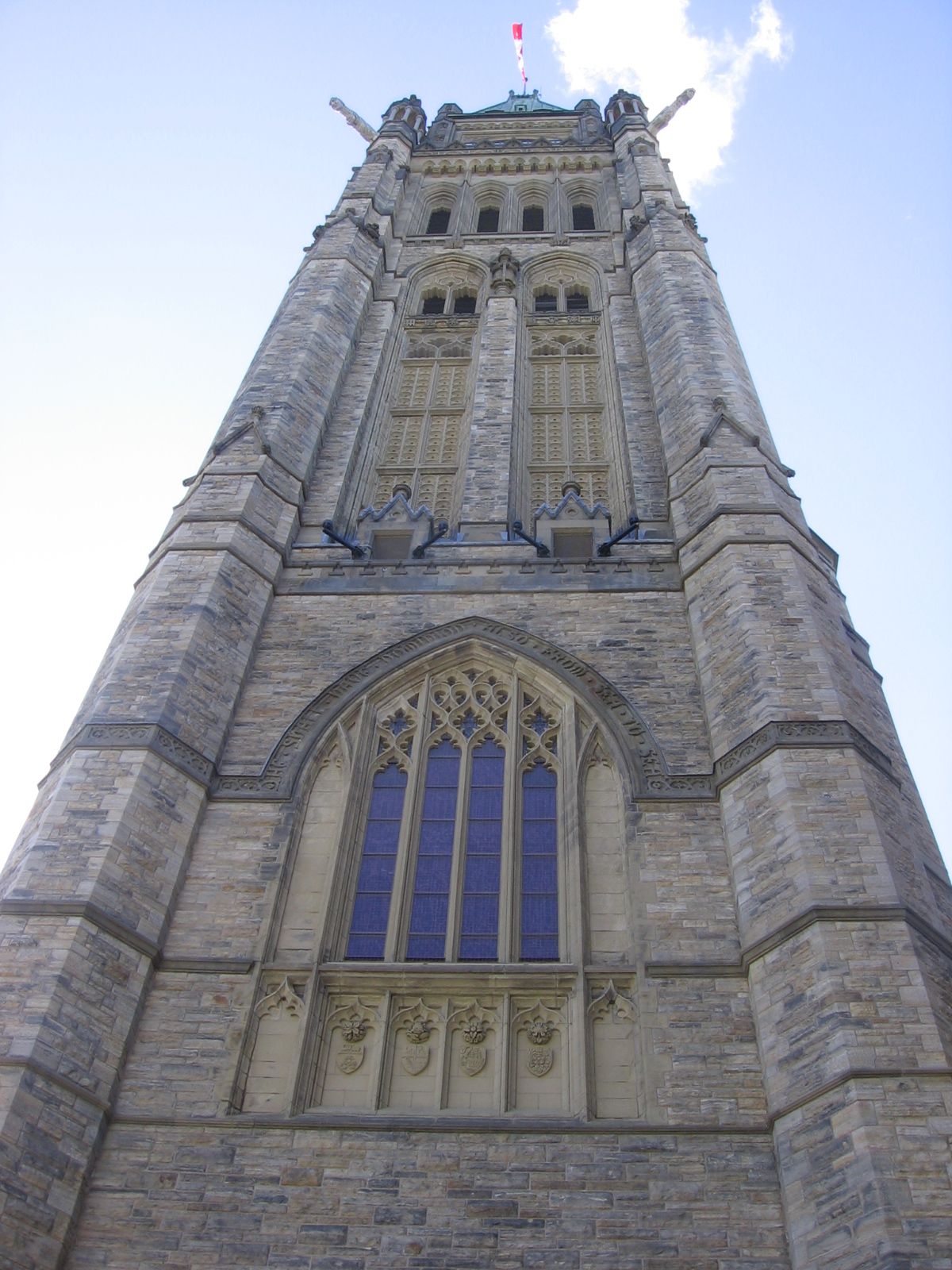
Vue en contre-plongée de la façade sud de la tour, montrant les fenêtres de la chapelle du Souvenir.

Sur la fenêtre côté sud, le premier panneau montre l'archange Michael tenant une trompette et représente l'appel à la bataille, et, au-dessus de sa tête, une femme assise avec des enfants sur ses genoux, symbolisant les sacrifices des femmes et des enfants au nom de la liberté, l'honneur et la justice. À la partie inférieure un personnage en armure tient la couronne de la victoire dans ses mains. Le deuxième panneau contient l'inscription : AU CRÉPUSCULE COMME À L’AUBE, NOUS NOUS SOUVIENDRONS D’EUX, tiré d'un poème de Laurence Binyon, et c'est à Périclès que l'on doit l'inscription au bas du panneau, LA LIBERTÉ APPARTIENT EN PROPRE À CEUX QUI ONT LE COURAGE DE LA DÉFENDRE. Le troisième panneau contient Dame Justice portant la balance de la justice et la grande épée du jugement, la garde de l'épée montre un personnage crucifié, représentant la souffrance à la fois pour les vainqueurs et les vaincus et au-dessous un ruban avec l'inscription JUSTITIA LIBERTAS PERPETUO (Liberté Justice à Perpétuité). Au bas de ce panneau l'on observe une personnalité héroïque du Canada portant une armure et un casque et tenant la couronne des lauriers de la victoire, regardant tristement le Livre du Souvenir, derrière elle, deux autres personnes, une symbolisant la maternité au Canada, et l'autre les Premières Nations. Le quatrième panneau montre Jeanne d'Arc portant un bouclier et debout devant la armoiries royales de France.
L'aube de la paix
Semblables aux autres fenêtres, celle-ci montre quatre personnages à sa partie supérieure. La première représente la Victoire à la Paix, tenant à la fois une branche de palmier et l'épée du jugement, tandis qu'une colombe la survole. Le deuxième personnage représente la Prospérité, il tient une gerbe de blé, à ses côtés le troisième personnage représente le Progrès, il porte une roue ailée et l'on observe la lampe de la science au-dessus de sa tête. La quatrième personnage représente l'Abondance, il symbolise la reconstitution à la fois matérielle et spirituelle via un cheminement noble. Aménagé à la partie inférieure de la fenêtre on observe une foule paisiblement assemblée sous la direction de trois personnages situés en premier plan et portant les symboles de leurs métiers : Industrie tient un maillet et un dynamo, l'Agriculture porte une faux, l'Honneur tient un flambeau où sont inscrits les mots du poème de John McCrae, In Flanders Field (Les cimetières de Flandres) : NOS MAINS INANIMÉES VOUS TENDENT LE FLAMBEAU C’EST À VOUS, À PRÉSENT, DE LE TENIR BIEN HAUT, et enfin le personnage représentant la Maternité, elle est entourée par des enfants. À la base du deuxième et troisième panneaux les inscriptions suivantes : C’EST LUI QUI FAIT CESSER LES COMBATS (Psaume 46:9) et LE JUGEMENT REVIENDRA À LA JUSTICE (Psaume 94:15).

### Carillon

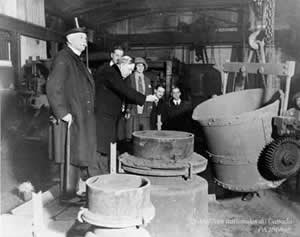
Le Premier ministre Mackenzie King lance une pièce commémorative de dix cents dans le métal en fusion de la cloche. Croydon, Angleterre, 1926.

L'horloge de la tour de la Paix est accompagné d'un carillon de 53 cloches, dont la construction fut ordonnée par une loi du Parlement et pour commémorer l'armistice de 1918 qui a mis fin la Première Guerre mondiale, il a été inauguré le 1er juillet 1927, pour marquer le 60e anniversaire de la Confédération. Les cloches pèsent de 4,5 kg à 10,160 kg (10 lbs à 23,399, le Bourdon), coulés et accordés par Gillett & Johnston à Croydon, Angleterre, et qui sont utilisés par le carillonneur du Dominion pour les récitals et pour marquer les grandes occasions comme lors d'obsèques nationales et le jour du Souvenir. Chaque cloche est stationnaire et est frappée par son battant interne, lui-même relié mécaniquement au clavier du carillon, pour créer une note particulière pour chaque cloche. De cette façon, le carillon se joue un peu de la même manière qu'un piano, ce qui permet au carillonneur de faire des mélodies selon les touches qu’il ou elle frappe avec les poings.

## Histoire

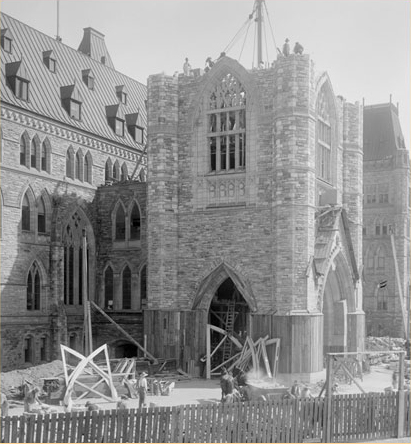
La tour de la Paix en construction en 1921.

Immédiatement après la destruction des édifices du parlement par un incendie en 1916, la conception de la tour de la Paix a coïncidé avec la fin de la Première Guerre mondiale. Dans cet esprit, le Premier ministre Robert Borden dédie le site de la tour le 1er juillet 1917, par ces mots : « La tour sera un monument à la dette que l'on doit à nos ancêtres et à la valeur de ces Canadiens qui, dans la Grande Guerre, se sont battus pour les libertés du Canada, de l'Empire, et de l'humanité ». Deux ans plus tard, la première pierre de la tour de la Paix est posée par le prince Edward, prince de Galles (futur roi Édouard VIII), au cours de sa visite royale au Canada, et la structure est complétée en 1922. À l'été 1925, une cérémonie informelle a lieu à la chapelle du Souvenir où le gouverneur général le vicomte Byng de Vimy, le Premier ministre William Lyon Mackenzie King ; Arthur Meighen, chef de l'opposition et le commandant en chef des forces britannique au cours de la Première Guerre mondiale, le comte Haig, ont jeté les pierres de base du groupe de colonnes de marbre qui soutiennent le plafond de la voûte en éventail. Le Prince de Galles revient à nouveau à Ottawa en 1927 pour consacrer l'autel de la chapelle du Souvenir, et pour inaugurer le carillon du Dominion, dont la première prestation ce jour-là, est entendue par toute la population à travers le pays lors de la première émission radiophonique émise d'un océan à l'autre au Canada.
Puis en 1994, l'édifice central est complètement recouvert, la tour de la Paix ainsi que ces espaces accessibles sont interdits de visite pour une période de deux ans afin de mettre en place un projet de conservation visant à inverser la détérioration de la maçonnerie et la prévention de la progression de l'infiltration d'humidité. Toutefois, on ne touche pas au mécanisme de l'horloge, et le 24 mai 2006, l'horloge s'arrête pour la première fois en 28 ans. Les aiguilles de l'horloge indiquait 7 h 28 et elle est restée inactive pendant environ une journée, un état de confusion s'est alors propagé parmi les résidents d'Ottawa et les visiteurs.